# Calahan (Film)
Calahan (Originaltitel: Magnum Force), auch bekannt unter dem Titel Dirty Harry II, ist ein US-amerikanischer Kriminalfilm des Regisseurs Ted Post aus dem Jahr 1973 mit Clint Eastwood in der Titelrolle.

## Handlung
In San Francisco werden teils hochrangige Kriminelle von einem unbekannten Täter ermordet. Bei einer dieser Hinrichtungen wird auch ein Polizist, der ein Freund von Chefinspektor Harry Callahan war, erschossen. Callahan kommt der Verdacht, dass der Täter in den Reihen des San Francisco Police Department zu suchen ist. Insbesondere eine Gruppe von jungen Motorradpolizisten scheint mit den Akten von Lynchjustiz zu tun zu haben. Zwar wird einer von diesen bei einer Aktion gegen die Mafia, welche in einer blutigen Schießerei mündet, getötet, doch „Dirty Harry“ vermutet richtig, dass dies nur ein Bauernopfer war. Er findet den Beweis für seine Theorie, indem er sich bei einem polizeiinternen Schießwettbewerb die Dienstwaffe eines der verdächtigen Kollegen borgt und anschließend eines der damit abgefeuerten Projektile mit denen vergleichen lässt, die an den Tatorten der Morde gefunden wurden – sie stammen aus derselben Waffe.
Kurz darauf wird Callahan von der Cop-Gang aufgefordert, sich ihnen anzuschließen. Als er das ablehnt, findet er als Nächstes eine Bombe in seinem Briefkasten. Er kann sie zwar entschärfen, schafft es aber nicht mehr rechtzeitig, seinen Partner zu warnen – dieser fällt einem Sprengsatz in seinem eigenen Briefkasten zum Opfer. Lt. Briggs, Callahans Vorgesetzter, der ihn persönlich abholt, bittet ihn, das Auto zu fahren, weil er sich die sichergestellte Bombe genauer ansehen will.
Auf dem Weg ins Police Department richtet Briggs dann seinen Revolver auf Callahan. Er gibt zu erkennen, dass er mit der Gruppe der mordenden Cops – die dem Wagen bereits auf ihren Motorrädern folgen – unter einer Decke steckt. Callahan kann ihn jedoch überwältigen und während der Fahrt aus dem Auto werfen. Bei der anschließenden Verfolgung sowie danach am Hafen werden die übrigen Mitglieder der Cop-Gang getötet. Als er dann wieder zum Auto zurückkehrt, bedroht ihn Briggs erneut mit seiner Waffe. Er steigt in den Wagen und erklärt Callahan, dass er ihm die Schuld für die Morde und den Tod der Polizisten in die Schuhe schieben wird. Man werde das glauben, wegen des Rufes von „Dirty Harry“ („Sie sind ein Killer, Harry!“). Er fährt los; doch Callahan hat die Bombe aus seinem Briefkasten heimlich aktiviert und im Wagen versteckt. Sie explodiert und tötet Briggs.

## Synchronisation
Die deutsche Fassung entstand bei der Cine-adaption GmbH Film- und Fernsehsynchronisation in München. Für das Dialogbuch und die Regie war Hartmut Neugebauer verantwortlich. Seit diesem zweiten der Dirty-Harry-Reihe wurde Clint Eastwood bis zu dessen Tod im Jahre 2001 nur von Klaus Kindler synchronisiert.
| Darsteller     | Rolle                        | Synchronsprecher    |
| -------------- | ---------------------------- | ------------------- |
| Clint Eastwood | Harry Callahan (Dirty Harry) | Klaus Kindler       |
| Hal Holbrook   | Lt. Neil Briggs              | Arnold Marquis      |
| David Soul     | Officer John Davis           | Leon Rainer         |
| Mitch Ryan     | Officer Charlie McCoy        | Niels Clausnitzer   |
| Robert Urich   | Officer Mike Grimes          | Michael Grimm       |
| Kip Niven      | Officer Red Astrachan        | Rolf Dieter Groest  |
| Tim Matheson   | Officer Phil Sweet           | Ulf Jürgen Söhmisch |
| Felton Perry   | Inspektor Early Smith        | Horst Sachtleben    |
| Albert Popwell | Zuhälter                     | Fred Maire          |

## Produktion

### Hintergrund
Als Clint Eastwood die Regie für Magnum Force ablehnte, wurde Ted Post Regisseur. Eastwood sagte später in Interviews, dass er und Buddy Van Horn viele Szenen als inoffizielle Regisseure inszeniert hätten.
In einer kleinen Rolle ist auch Suzanne Somers zu sehen. Sie spielt ein leichtes Mädchen, das halbnackt im Pool schwimmt, bevor es erschossen wird. Albert Popwell, der in vier von fünf Dirty-Harry-Filmen in immer verschiedenen Rollen zu sehen war, spielte hier den Zuhälter, der am Anfang ermordet wird.
Auch im Original ist der Name Calahan im Abspann mit einem „l“ geschrieben – wie im deutschen Verleihtitel. In allen anderen Filmen wird der Name Callahan geschrieben.

### Erfolg
Der Film spielte 44.680.473 US-Dollar ein und war der sechst-erfolgreichste Film des Jahres 1973.

## Kritik
„Der zweite Film mit Clint Eastwood in der Rolle des ruppigen, knallharten Polizeiinspektors zeigt deutlicher als Don Siegels ‚Dirty Harry‘ (1971) eine fragwürdige Ideologie: Gewalt wird fast unkaschiert propagiert, im Kampf gegen Verbrecher scheint jedes Mittel recht. […] Der Film sieht solche Vergeltungsschläge offenbar nicht ganz ungern – seine moralische Wendung am Schluß des (geschickt konstruierten) Handlungsverlaufs ist ohne Überzeugungskraft.“

## Nachwirkung
Im April 1974 wurde die amerikanische Öffentlichkeit durch einen besonders brutalen Raubmord schockiert, die sogenannten Hi-Fi-Morde von Ogden. Drei afroamerikanische Airmen Pierre Dale Selby, William Andrews und Keith Roberts, Angehörige der US Air Force, überfielen ein Hi-Fi-Geschäft, nahmen fünf Geiseln und zwangen diese, Rohrreiniger zu trinken. Drei Geiseln starben. Während der Gerichtsverhandlung gaben zwei der Täter, Selby und Andrews, zu, immer wieder den Film Dirty Harry II gesehen zu haben, in dem eine Szene gezeigt wird, in der eine Frau gezwungen wird, flüssigen Abflussreiniger zu trinken, und kurz danach stirbt. Beide Haupttäter wurden zum Tode verurteilt und hingerichtet.